# Нидералтајх
Нидералтајх (њем. Niederalteich) општина је у њемачкој савезној држави Баварска. Једно је од 26 општинских средишта округа Дегендорф. Према процјени из 2010. у општини је живјело 1.923 становника. Посједује регионалну шифру (AGS) 9271138.

## Географски и демографски подаци
Нидералтајх се налази у савезној држави Баварска у округу Дегендорф. Општина се налази на надморској висини од 312 метара. Површина општине износи 10,0 km². У самом мјесту је, према процјени из 2010. године, живјело 1.923 становника. Просјечна густина становништва износи 193 становника/km².

## Међународна сарадња
| Мјесто                   | Држава   | Врста сарадње | Од    |
| ------------------------ | -------- | ------------- | ----- |
| Рингелсдорф-Нидерабсдорф | Аустрија | партнерство   | 1995. |
| Извор                    |          |               |       |